# Chrysis longula
Espèce
Chrysis longula est une espèce d'insectes hyménoptères de la famille des chrysididés.

## Description
Corps long de 10 à 13 mm marqué de nombreuses ponctuations.

## Distribution
Presque toute l'Europe : de l'Espagne à l'Ukraine, Angleterre, sud de la Norvège, Suède, Finlande, Italie et Grèce.

## Liste des sous-espèces
Selon BioLib (18 septembre 2021) :
- Chrysis longula aeneopaca Linsenmaier, 1959
- Chrysis longula atlantea Linsenmaier, 1968
- Chrysis longula longula Abeille de Perrin, 1879
- Chrysis longula sublongula Linsenmaier, 1951